# شیرک (درمیان)
شیرک روستایی در دهستان فخررود بخش قهستان شهرستان درمیان استان خراسان جنوبی ایران است. بر پایه سرشماری عمومی نفوس و مسکن در سال ۱۳۹۰ جمعیت این روستا ۴۶۹ نفر (در ۱۴۰ خانوار) بوده است.